# Esteban Granero
Esteban Félix Granero Molina (født 2. juli 1987 i Madrid) er en spansk fodboldspiller, der spiller som midtbanespiller for Espanyol.

## Karriere
Granero begyndte at spille fodbold på Real Madrids ungdomshold da han var otte år gammel. Sammen med sine holdkammerater, Juan Mata og Alberto Bueno, vandt han Copa Camp One Fútbol Juvenil i 2006, samt en officiel U/19-turnering i Spanien, arrangeret af det spanske fodboldforbund.
Som seniorspiller har han tidligere repræsenteret Real Madrid, Getafe og Queens Park Rangers.